# Ангальтське герцогство
Ангальтське герцогство (нім. Herzogtum Anhalt) — історична держава у складі Німецької імперії, що існувала на території сучасної землі Саксонія-Ангальт у 1863—1918 роках.
У 1806 році князь Ангальт-Бернбурзький отримав від останнього імператора Священної Римської імперії Франца II право іменуватися герцогом, в 1807 році статус герцогств також отримали від Наполеона Ангальт-Дессауське і Ангальт-Кетенське князівства, які 18 квітня 1807 року вступили в Рейнський союз. Після закінчення Визвольних воєн герцогства увійшли до складу створеного на місці розпущеної Священної Римської імперії Німецького союзу.
Після згасання кетенської (1847) та бернбурзької (1863) ліній три окремих герцогства об'єдналися в єдине Ангальтське герцогство зі столицею в Дессау. Незабаром після Австро-прусської війни 1866 року Ангальтське герцогство вступило у Північнонімецький союз, а в 1871 році увійшло до складу Німецької імперії. Як і в парламенті Німецького союзу, у верхній палаті парламенту Німецької імперії Ангальтське герцогство мало один голос.
У 1918 році Ангальтське герцогство було перетворено на Вільну державу Ангальт у складі Веймарської республіки.